# Vertics József
Vertics József (1745. – Hódmezővásárhely, 1829. augusztus 4.) uradalmi és megyei földmérő, táblabíró, építész. Vertics Ferenc (1742–1801) mérnök testvére volt.

## Életpályája
Ferenc testvérével együtt a Szenci Mérnökképző Intézet hallgatója volt; 1771-ben diplomázott. Első munkahelye az Orczy család terpesi birtokán volt. Ezután az ideiglenesen közös adminisztrációjú Csongrád, Csanád és Békés vármegyék szolgálatába állt, és egyidejűleg a területhez tartozó főrendi Károlyi, Keglevich és Harruckern báró birtokainak mérési munkáit végezte. Lipót császár 1790-ben nemességet adományozott neki és családjának. A sok határjárás, vízben gázolás miatt egészsége megromlott; lábai megfájdultak, látását a mécsvilág melletti rajzolgatás meggyengítette. Több fokozatban mondott le tisztségeiről. 1805-től Hódmezővásárhelyen lakott. 1823-ban végleg visszavonult.

### Munkássága
A Tisza-Maros-Kőrös térségében végzett mérnöki munkákat. Első térképének dátuma: 1773. Folyami felméréseket, szabályozásokat végzett, csatornákat ásatott (p. a Hód-tó és a Tisza között), hidakat épített, épület típusterveket készített az akkori Csanád megyei betelepítések céljára, megtervezte és megépítette Gyula, Makó és Szegvár régi megyeház-épületeit, majd mind a három megye térképét megrajzolta. Háza a mai Hódi Pál és Bakay György utca sarkán állt. Könyvtára, mérőeszközeinek egy része tűzvészben semmisült meg. Térképeit, levelezését a három megye és országos levéltárak őrzik.

## Magánélete
Első felesége, a földeáki birtokos családból származó, Návay Veronika volt, akit 1774. április 14-én vett feleségül. Annak halála után Veres Borbála helybeli özvegyasszonyt vette feleségül.
A hódmezővásárhelyi katolikus temetőben nyugszik.